# Cuenta pública (México)
La Cuenta Pública es un documento elaborado por la Secretaría de Hacienda y Crédito Público (México) en el que se presenta el gasto real del Gobierno Federal después de que finalizó el año. Es entregado a la Cámara de Diputados (México) a más tardar cada 30 de abril y se publica digitalmente para permitir la revisión y fiscalización del gasto.
Su análisis por parte de las instituciones públicas y los ciudadanos es indispensable para conocer el destino del erario porque las cifras reportadas en este documento son diferentes a las del Presupuesto de Egresos de la Federación (PEF), que es la planificación inicial del gasto público. A lo largo de cada año se realizan modificaciones importantes en el PEF, por lo que diversas partidas presupuestales pueden terminar ejerciendo más recursos de los que originalmente tenían aprobados, al mismo tiempo que otras pueden tener reducciones considerables. En promedio, en los últimos seis años el Gobierno Federal ha gastado 7.7% más recursos de los originalmente planificados.

## Gasto presupuestado en comparación con el gasto real
El Presupuesto de egresos de la federación es un documento que es aprobado por la Cámara de Diputados (México) al final de cada año. En él se establecen los gastos que todo el Gobierno Federal podrá realizar a partir del 1 de enero siguiente. Sin embargo, una vez que ha sido aprobado, las diferentes dependencias de gobierno tienen la posibilidad legal de realizar modificaciones a través de la figura de las «adecuaciones presupuestarias», que no son discutidas ni aprobadas por el poder legislativo, sino que pueden realizarse con la aprobación de la propia dependencia y/o de la SHCP, lo que da lugar a que, al finalizar el año, el gasto reportado en la Cuenta Pública sea diferente al del PEF. 
| Año  | PEF (mdp)    | Cuenta Pública (mdp) | Diferencia (mdp) | Diferencia (%) |
| ---- | ------------ | -------------------- | ---------------- | -------------- |
| 2012 | $3,706,922.2 | $3,942,261.4         | $235,339.2       | 6.3%           |
| 2013 | $3,956,361.6 | $4,206,350.9         | $249,989.3       | 6.4%           |
| 2014 | $4,467,225.8 | $4,566,808.9         | $99,583.1        | 2.2%           |
| 2015 | $4,694,677.4 | $4,917,247.4         | $222,570.0       | 4.7%           |
| 2016 | $4,763,874.0 | $5,377,849.6         | $613,975.6       | 12.9%          |
| 2017 | $4,888,892.5 | $5,255,867.6         | $366,975.1       | 7.5%           |
| 2018 | $5,279,667.0 | $5,611,559.1         | $331,892.1       | 6.3%           |

Fuente: Secretaría de Hacienda y Crédito Público, Cuenta Pública. 

## Fiscalización de la Cuenta Pública
Una vez que la Cuenta Pública es entregada, corresponde a la Cámara de Diputados, a través de la Auditoría Superior de la Federación (ASF), fiscalizarla. Esto consiste en una revisión a profundidad para verificar que los recursos se hayan ejercido de manera legal, transparente y eficiente, así como para identificar posibles desvíos e irregularidades. 
Los reportes de fiscalización se publican en tres entregas: dos parciales al final de junio y octubre, así como un reporte final en febrero del año siguiente. Estos reportes se integran por auditorías individuales, en las que la ASF puede determinar posibles daños a la Hacienda Pública Federal, es decir, probables desvíos que deben ser aclarados o recuperados. 